# Стефан Боздуганов
Стефан Иванов Боздуганов е български революционер, един от основателите и ръководителите на ВДРО и деен участник в борбата за освобождението на Добруджа.

## Семейство
Роден е на 3 август 1892 г. в Алфатар, Силистренско. Произхожда от рода на Атанас (Танас) Боздуганов, четник от четите на Хаджи Димитър и Стефан Караджа и обесен в Русе след разгрома им през 1868 г. Бащата му Иван Боздуганов е бил кмет на Алфатар през 1907 – 1909 г. Един от основателите и касиер на първата в Алфатар кооперация „Нива“ през 1894 г. Заместник-председател на първата земеделска дружинка в окръга през 1899 г. Чичо му Цани Боздуганов е известен майстор на цигулки. Някои от тях са запазени и до днес в Шуменския музей. Той и жена му Злата са членували в „Бялото братство“ на Учителя Петър Дънов.

## Дейност
В 1912 година Стефан Боздуганов е единственият алфатарски доброволец в Македоно-одринското опълчение (1912 – 1913). Служи е в 3-та рота на 5-а Одринска дружина. Уволнен е при разпускането на Опълчението на 10 август 1913 г. Участва в Първата световна война. След войната цяла Добруджа е анексирана от Румъния. През есента на 1920 г. се установява в гр. Исперих, където става секретар на дружество „Добруджа“. На 1 август 1921 г. се премества в гр. Русе. Близък приятел на Слави Алексиев и Иван Хаджииванов. Тук той се включва активно в най-рискованите мисии на румънска територия, за да повдига духа на българското население и да основава тайни комитети. Преследва бандити и конекрадци, действащи по българо-румънската граница. По спомени на Аспарух Айдемирски Боздуганов наказва със смърт известен джамбазин за контрабанда на стада добитък през границата.
През юни – юли 1923 г. участва в създаването на Вътрешната добруджанска революционна организация (ВДРО) и е сред нейните ръководители. Според данни на съветското разузнаване, в донесенията за политическите събития в Добруджа Стефан Боздуганов е посочен за главен войвода на организацията. През следващите години продължава да е активен член на ВДРО и участва в много нейни акции, включително и пренасянето през границата на учебници и църковни книги за поробеното българско население. След военния преврат през 1934 г. години Боздуганов е многократно арестуван от българската полиция. Изпращан в концлагери, интерниран. След връщането на Южна Добруджа през 1940 г. той е представен за народна пенсия от дейците на ВДРО.
Боздуганов умира на 1 юли 1943 г. след тежко боледуване. Погребан е в гр. Силистра. На погребението му присъстват стотици хора. Не се знае с точност къде е гробът му. В реч на панихидата за 9 дни от кончината на Стефан Боздуганов народният представител Ангел Стоянов казва: „Не забравяйте, не изоставяйте гроба на тоя заслужил добруджански син. Със своите братски сълзи постоянно оросявайте надгробните му цветя, за да бъдат вечно свежи и да напомнят на поколенията за неговите неустрашими подвизи и дела.“

## Галерия
- Стефан Боздуганов
- Стефан Боздуганов
- Стефан Боздуганов
- Стефан Боздуганов като войвода на чета
- Паметна плоча на Стефан Боздуганов в Алфатар, Силистренско
- Слави Алексиев (седнал), Стефан Боздуганов (вляво) и др.